# Mulekera
Mulekera (ou Muhekera) est une commune de la ville de Beni.